# Неговский, Владимир Александрович
Влади́мир Алекса́ндрович Него́вский (13 марта 1909 или 19 марта 1909, Козелец, Черниговская губерния — 2 августа 2003, Москва) — крупнейший патофизиолог, создатель реаниматологии, родоначальник школы отечественных реаниматологов, создатель первого в мире Научно-исследовательского института общей реаниматологии (НИИОР РАМН), первооткрыватель новой нозологической единицы (постреанимационной болезни), доктор медицинских наук (1943), профессор (1947), академик АМН СССР (1975). Лауреат Сталинской премии второй степени и Государственной премии СССР.

## Биография
Владимир Александрович Неговский родился 6 (19 марта) 1909 года в городе Козелец на Черниговщине в семье учителей. В 1933 году окончил 2-й Московский медицинский институт.
После окончания института Владимир Александрович некоторое время работал практическим врачом, а с лета 1934 года поступил на работу в патофизиологическую лабораторию Института переливания крови и проработал там до 1935 года у профессора Сергея Брюхоненко, одного из создателей первого аппарата искусственного кровообращения — автожектора. Работая в этом институте, Неговский подготовил и опубликовал свою первую научную работу — «Влияние коагуляторов и стабилизаторов крови на изолированную кишку кролика». Он принимал участие во всех опытах по оживлению организма, проводимых в институте.
Идеи борьбы со смертью всё более увлекали Владимира Александровича. Видя, что упорная работа в этом направлении может давать положительные результаты, Владимир Александрович написал письмо Председателю Совнаркома СССР В. Молотову, в котором просил предоставить возможность работать в области оживления организма, и был приглашён в Управление научными институтами Наркомздрава СССР. Результатом этого посещения явился Приказ № 118 Наркомздрава СССР от 19 октября 1936 года, согласно которому организовывалась лаборатория специального назначения по проблеме: «Восстановление жизненных процессов при явлениях, сходных со смертью». Профессор Николай Нилович Бурденко дал согласие взять эту маленькую лабораторию в свой Институт нейрохирургии, Наркомздрав выделил 7 штатных единиц.
В 1948 году лаборатория Неговского стала самостоятельным научным учреждением — Научно-исследовательской лабораторией общей реаниматологии АМН СССР, получившей широкое признание как в нашей стране, так и за рубежом.
Первый шаг, который делает В. А. Неговский на пути становления новой науки — разделение смерти клинической и смерти биологической. Он выдвигает положение о том, что клиническая смерть, то есть состояние организма, определяемое, согласно многовековым медицинским канонам, как остановка сердца и прекращение дыхания есть на самом деле переходный процесс от жизни к смерти биологической, необратимой. И ещё одно принципиальное положение в логическом ряду концепции В. А. Неговского — роль мозга.
В годы Великой Отечественной войны (1941—1945) В. А. Неговский организовал фронтовую бригаду, в составе которой выезжал в действующую армию и там способствовал оживлению раненых, находившихся в состоянии агонии или клинической смерти.
В послевоенные годы практическая деятельность лаборатории, руководимой В. А. Неговским, значительно расширилась. В 1946 году в хирургической клинике А. Н. Бакулева был создан клинический реанимационный центр. В 1954 году в родильном доме № 13 (в настоящее время Городская больница № 8 Москва (ГБУЗ «ГБ № 8 ДЗМ»)) В. А. Неговский организовал лабораторию экспериментальной физиологии по оживлению организма и лечению терминальных состояний беременных женщин и рожениц. Затем его работа проводилась в 4-й Городской клинической больнице, а в 1964 году в клинической больнице имени С. П. Боткина было организовано первое в СССР реанимационное отделение общего профиля, на базе которого начал работу Московский выездной реанимационный центр, обслуживающий стационары города Москвы.
Обобщение результатов собственных исследований, а также данных советских и зарубежных авторов, позволило Неговскому заявить на Международном конгрессе травматологов в Будапеште (1961) о возникновении новой медицинской науки — реаниматологии, предметом изучения которой являются патология, терапия и профилактика терминальных состояний.
В 1971 году Анатоль Долинов и Владимир Неговский разрабатывают проект по созданию Европейской крионической корпорации. Проект не был реализован
В 1985 году был создан первый в мире Научно-исследовательский институт общей реаниматологии (НИИОР АМН СССР). В институте широко разрабатываются вопросы патофизиологии, профилактики и терапии терминальных состояний, вызванных различными причинами (шок и кровопотеря, инфаркт миокарда, утопление, электротравма, асфиксия новорождённых и др.), в частности, изучаются этиология и патогенез фибрилляции желудочков сердца и возможности её прекращения с помощью импульсов тока большой силы. На основе этих работ были сконструированы дефибрилляторы, выпускаемые медицинской промышленностью, благодаря своей эффективности и безопасности завоевавшие всеобщее признание.
В. А. Неговский руководил институтом до 1988 года, а вплоть до смерти являлся советником института. Членкор Словенской академии наук и искусств (1983).
Умер 2 августа 2003 года. Похоронен в Москве на Хованском кладбище.

## Награды и премии
- орден «За заслуги перед Отечеством» IV степени (21 ноября 1996) — за заслуги перед государством и многолетний добросовестный труд[2]
- орден Ленина
- орден Отечественной войны II степени
- орден Трудового Красного Знамени
- орден Красной Звезды
- орден «Знак Почёта»
- медали
- Сталинская премия второй степени (1952) — за научные исследования и разработку методов восстановления жизненных функций организма, находящегося в состоянии агонии или клинической смерти
- Государственная премия СССР (1970) — за предложение, разработку и внедрение в медицинскую практику ЭИТ аритмий сердца

## Основные работы
Владимир Александрович Неговский автор более 300 научных работ, опубликованных в отечественных журналах. Свыше ста его работ опубликовано за рубежом.

### Монографии
- Восстановление жизненных функций организма, находящегося в состоянии агонии или в периоде клинической смерти. Под ред. В. В. Парина. — М.: Медгиз, 1943. — 172 с (Переизд. на англ. яз. в журнале «Amer. Rev. Sov. Med.», 1945—1946.)
- Опыт терапии состояний агонии и клинической смерти в войсковом районе. — М.: Медгиз, 1945. — 95 с.
- Патофизиология и терапия агонии и клинической смерти. — М.: Медгиз, 1954. — 256 с (Переизд. на голл. яз., 1954; на румын. яз., 1955; на польск. яз., 1956; на нем. яз., 1959.)
- Аппараты для искусственного дыхания. — М.: Медгиз, 1959. — 80 с.
- Оживление организма и искусственная гипотермия. — М.: Медгиз, 1960. — 303 с (Переизд. на англ. яз., 1962; на исп. яз., 1967.)
- Непрямой массаж сердца и экспираторное искусственное дыхание. — М.: «Советская Россия», 1966. — 216 с.
- Основы реаниматологии (под ред.) — М.: «Медицина», 1966. — 397 с (Переизд. на югосл. яз., 1970.)
- Проблемы реаниматологии (под ред.). — М.: Б. и., 1969. — 162 с.
- Актуальные проблемы реаниматологии. — М.: «Медицина», 1971. — 215 с.
- Основы реаниматологии (под ред.). 2-е изд., перераб. и доп. — М.: «Медицина», 1975. — 360 с.
- Основы реаниматологии (под ред.). 3-е изд., перераб. и доп. — Ташкент: «Медицина», 1977. — 600 с.
- Постреанимационная болезнь (в соавторстве с А. М. Гурвичем, Е. С. Золотокрылиной). — М.: «Медицина», 1979. — 383 с (Переизд. на англ. яз., 1983.)
- Очерки по реаниматологии. — М.: «Медицина», 1986. — 254 с (Переизд. на англ. яз., 1989.)
- Постреанимационная болезнь (в соавторстве с А. М. Гурвичем, Е. С. Золотокрылиной). 2-е изд., перераб. и доп. — М.: «Медицина», 1987. — 480 с.

### Брошюры и популярные издания
- Восстановление жизненных функций организма. Стенограмма публичной лекции, прочитанной в центральном лектории Общества в Москве. — М., «Правда», 1947. — 20 с.
- Клиническая смерть как необратимый этап умирания. — М.: Издательство АМН СССР, 1951. — 32 с.
- Проблема восстановления жизненных функций организма, находящегося в состоянии агонии или клинической смерти. Стенограмма публичной лекции. — М.: «Знание», 1953. — 36 с.
- Проблема оживления умирающего организма. — М.: Госкультпросветиздат, 1954. — 35 с.
- Возвращение к жизни. Расширенная стенограмма лекции, прочитанной в Центральном лектории всесоюзного общества «Знание». — М.: «Знание», 1963. — 40 с.
- От смерти к жизни. — М.: «Знание», 1964. — 40 с.
- Рассказ о побеждённой смерти (в соавторстве с Н. Н. Уманцом). — М.: Политиздат, 1965. — 144 с.
- От смерти к жизни. — М.: «Знание», 1975. — 64 с.
- Вторая жизнь. — М.: «Знание», 1983. — 63 с.
- В. А. Неговский КЛИНИЧЕСКАЯ СМЕРТЬ ГЛАЗАМИ РЕАНИМАТОЛОГА

### Редакторская работа
- Труды конференции, посвящённой проблеме патофизиологии и терапии терминальных состояний в клинике и практике неотложной помощи (отв. ред.). — М.: Медгиз, 1954. — 240 с.
- Применение глубокой гипотермии при терминальных состояниях. Актуальные вопросы реаниматологии и гипотермии. Труды симпозиума (ред.). — М.: Б. и., 1964. — ? с.
- Восстановительный период после оживления. Патофизиология и терапия в эксперименте и клинике. Труды симпозиума (под ред.). — М.: «Советская Россия», 1970. — 327 с.